# Beira Litoral
Pour les articles homonymes, voir Beira.

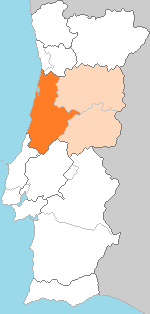
Beira Litoral (orange foncé), dans la région Beira (orange clair).

La Beira Litoral est une ancienne province (ou région naturelle) située dans la région Centre du Portugal, officiellement créée par une réforme administrative en 1936. Son territoire correspond pour l'essentiel à celui de l'ancienne province du Douro disparue au XIXe siècle. Elle a par la suite été intégrée dans la province de Beira.